# Réforme anglaise

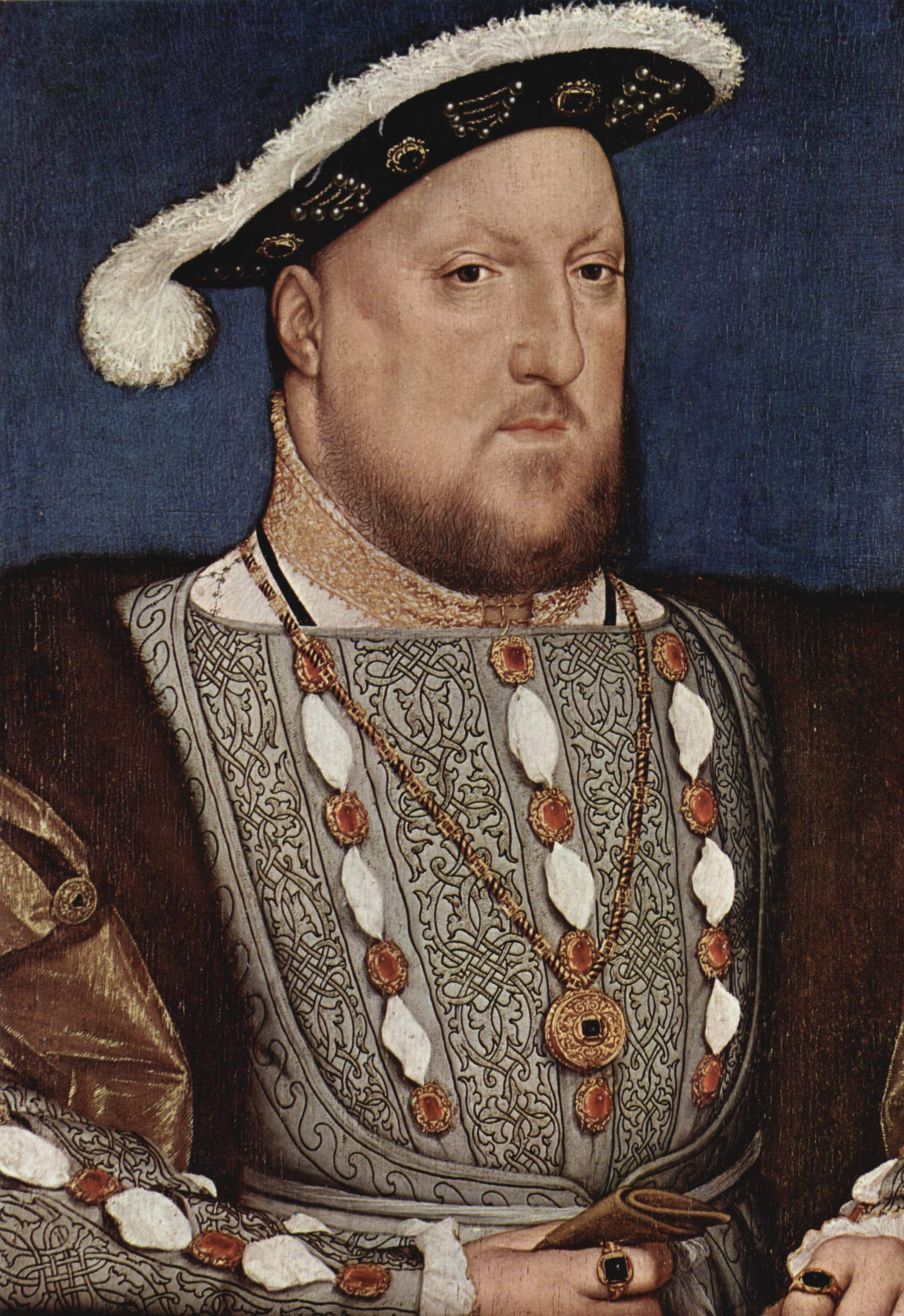
Le roi Henri VIII d'Angleterre.

La Réforme anglaise, aussi appelée schisme anglican, fait référence à une série d'événements du XVIe siècle, au cours desquels l'Église d'Angleterre rompit avec l'autorité du pape et l'Église catholique romaine.
Ces événements faisaient partie d'un processus plus vaste, la Réforme protestante européenne, un mouvement politique et religieux, qui affecta la pratique du christianisme à travers toute l'Europe durant cette période. Beaucoup de facteurs contribuèrent à cette effervescence : le déclin de la féodalité et la montée du nationalisme, la montée de la Common law, l'invention de l'imprimerie et la transmission de nouvelles idées et connaissances non seulement parmi les érudits, mais aussi parmi les commerçants et les artisans. Mais les motifs et le processus par lesquels les différents États de l'Europe adhérèrent à différentes formes de protestantisme, demeurèrent fidèles à Rome, ou permirent à leurs différentes régions d'aboutir à des conclusions différentes restent spécifiques à chaque État. L'analyse des causes est toujours discutée.
La Réforme anglaise commença comme un chapitre supplémentaire du long débat avec l'Église catholique (romaine) au sujet de l'autorité de cette dernière sur le peuple anglais, bien que cet épisode fût cette fois ostensiblement fondé sur le désir d'Henri VIII de faire annuler son mariage. Au départ, ce fut une dispute plus politique que religieuse, mais les différences politiques réelles entre Rome et l'Angleterre permirent aux dissensions théologiques grandissantes de se révéler. La rupture avec Rome rendit les monarques anglais chefs de l'Église de leur pays par « suprématie royale », créant ainsi l'Église d'Angleterre, mais la structure et la théologie de cette Église furent pendant des générations matière à de féroces débats. Elle conduisit finalement à la guerre civile, d'où finit par émerger une Église officielle et un certain nombre d'Églises non-conformistes, dont les membres subirent tout d'abord diverses incapacités civiles, qui ne furent levées qu'avec le temps. Le catholicisme fut l'objet de nombreuses persécutions et ne sortit de son existence clandestine qu'au XIXe siècle.
Différents avis ont été avancés pour expliquer pourquoi l'Angleterre adopta une foi réformée à la différence de la France par exemple. Certains ont émis l'idée que c'était le triomphe inévitable des connaissances nouvelles et d'un nouveau sens de l'autonomie sur la superstition et la dépravation. D'autres avancèrent que c'était une simple question de hasard : Henri VIII mourut au mauvais moment, Marie Ire d'Angleterre n'avait pas eu d'enfant ; que la Réforme ne signifiait pas pour autant quitter l'Église catholique romaine ; pour d'autres il s'agissait de la puissance des idées qui demandaient peu de choses pour que les gens voient leurs vieilles certitudes devenir incertaines ; d'autres écrivirent que c'était la puissance de l'État sur une religion populaire, florissante et pleine de vie ; que c'était une « révolution culturelle ». D'autres, au contraire, argumentèrent que, pour la plupart des gens ordinaires, il y avait une continuité par-delà la division, qui était aussi significative que n'importe quel changement. Le récent renouveau de l'intérêt universitaire semble indiquer que le débat est loin d'être clos.

## Contexte

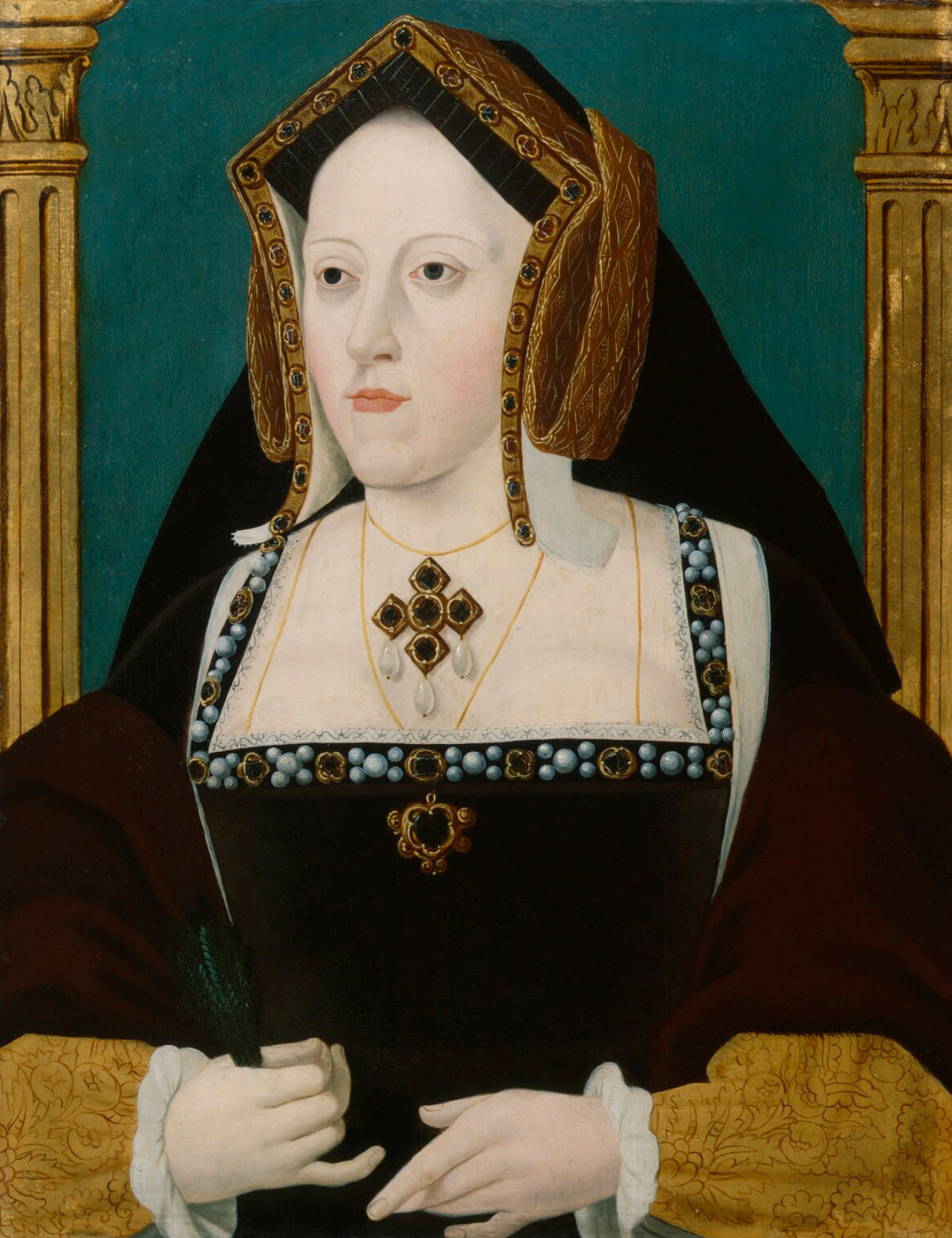
Catherine d'Aragon, première femme d'Henri VIII.

Henri VIII accéda au trône d'Angleterre en 1509 à l'âge de 17 ans. Il épousa Catherine d'Aragon, veuve de son frère Arthur en juin 1509, après avoir obtenu toutes les dispenses nécessaires. Catholique rigoureux, il entendait jusqu'à cinq messes par jour, sauf en saison de chasse. Possédant un esprit puissant mais sans originalité, il se laissait influencer par ses conseillers, qui, de jour comme de nuit, ne le quittaient jamais. Il était ainsi sensible à celui qui avait son écoute. Entre ses jeunes contemporains et le lord grand chancelier, le cardinal Wolsey, s’installa de ce fait un climat d'hostilité. Tant que Wolsey eut son oreille, le catholicisme d'Henri fut sûr : en 1521, il avait défendu l'Église catholique contre les accusations d'hérésie de Martin Luther dans un livre, qu'il écrivit sans doute avec l'aide non négligeable de Thomas More, intitulé Défense des sept sacrements, pour lequel il fut récompensé par le titre de Défenseur de la Foi par le pape Léon X.

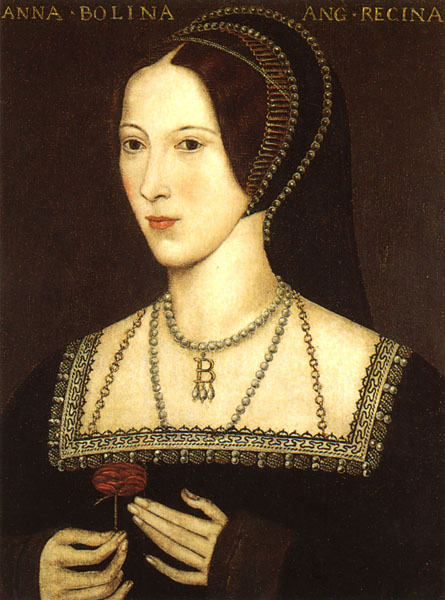
Anne Boleyn, seconde femme d'Henri VIII.

Après avoir passé son adolescence à la cour de France, Anne Boleyn arriva à la cour d'Angleterre en 1522 et devint une des demoiselles d'honneur de la reine Catherine d'Aragon. Vers 1527, le roi Henri VIII en tomba follement amoureux mais elle refusa catégoriquement de devenir sa maîtresse, c'est alors qu'il décida de faire annuler son mariage avec Catherine, car de tous leurs enfants, seule une fille avait survécu, la princesse Marie. Henri désirait un fils pour assurer la pérennité de la dynastie Tudor et éviter une autre guerre civile.
Henri prétendit que son absence d'héritier mâle venait du fait que son mariage était « condamné aux yeux de Dieu ». Catherine avait été l'épouse de son frère Arthur, ce qui était contraire aux enseignements de la Bible. En 1527, Henri VIII demanda au pape Clément VII d'annuler son mariage, mais celui-ci refusa. Selon le droit canonique, le pape ne peut annuler un mariage à cause d'un obstacle canonique précédemment levé. Clément VII craignait aussi la colère du neveu de Catherine, l'empereur romain germanique Charles Quint, dont les troupes, plus tôt cette année-là, avaient pillé Rome et maintenu brièvement le pape prisonnier.

## La rupture avec Rome
La conjonction de son « scrupule de conscience » et de son attirance pour Anne Boleyn rendit irrésistible son désir de se débarrasser de la reine. La mise en examen de son chancelier, le cardinal Wolsey, pour « præmunire » en 1529, puis la mort de celui-ci au cours de son transport à Londres pour répondre d'une inculpation de haute trahison en novembre 1530, laissèrent Henri irrésolu face aux influences contraires des partisans de la reine et de ceux qui, au contraire, approuvaient l'abandon de l'allégeance à Rome, et pour lesquels cette annulation constituait une excellente occasion. Le Parlement, convoqué en 1529 pour traiter de l'annulation, rassembla tous ceux qui désiraient une réforme, tout en n'étant pas d'accord sur la forme à lui donner ; on le nomma le Parlement de la Réforme (en). Il y avait des hommes de loi de la Common law, qui n'appréciaient pas les privilèges du clergé qui pouvait convoquer des laïcs à leurs tribunaux. Il y avait aussi ceux qui avaient été influencés par l'évangélisation luthérienne et qui étaient hostiles à la théologie de Rome. Thomas Cromwell appartenait à ces deux catégories. Il y avait également ceux qui, comme Foxe et Stokesey, étaient partisans de la « suprématie royale » sur l'Église anglaise. Le nouveau chancelier d'Henri VIII, Thomas More, le remplaçant de Wolsey, voulait aussi une réforme : des lois nouvelles contre l'hérésie.

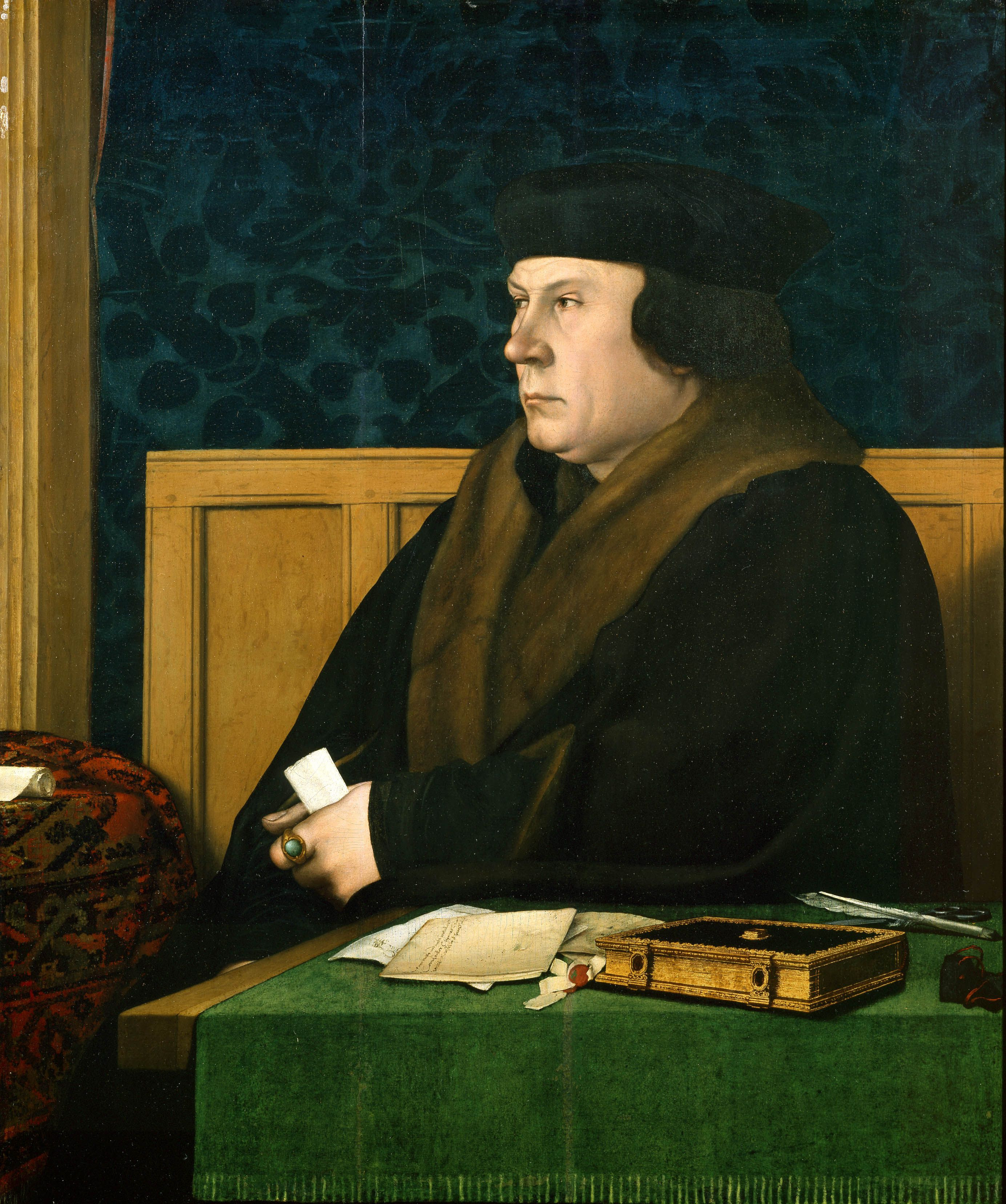
Thomas Cromwell, 1er comte d'Essex, (vers 1485–1540), principal ministre d'Henri VIII de 1532 à 1540.

Cromwell était un homme de loi, un membre du Parlement, et un évangélique (désigne le protestantisme historique — luthérien ou réformé — en particulier en Allemagne et qui n'a pas de rapport avec le sens moderne « évangélique » ou « évangélicaliste »). Il savait comment utiliser le Parlement pour promouvoir la suprématie royale, ce que voulait Henri, et pour favoriser ses croyances et pratiques évangéliques, ce que lui et ses amis désiraient. Un de ses plus proches amis était Thomas Cranmer, qui allait bientôt devenir archevêque.
En matière d'annulation, aucun progrès ne semblait possible : le pape semblait plus effrayé par Charles Quint que par Henri VIII. Anne, Cromwell et leurs alliés souhaitaient simplement ne pas tenir compte du pape, mais en octobre 1530, une réunion de membres du clergé et d'hommes de loi avertit que le Parlement ne pouvait autoriser l'archevêque à agir contre une interdiction du pape. Henri résolut alors de persécuter les prêtres. Après s'être débarrassé du cardinal Wolsey, son chancelier, il décida d'inculper l'ensemble du clergé de præmunire, afin de s'assurer leur accord pour son annulation. Le délit de præmunire, qui interdisait l'obéissance à des dirigeants étrangers, existait depuis la loi de præmunire de 1392. Ce délit avait déjà été employé contre des particuliers lors du déroulement habituel de procédures judiciaires. Après avoir inculpé les partisans de la reine, les évêques John Fisher, John Clerk (en), Nicholas West et Henry Standish (en), ainsi que l'archidiacre d'Exeter, Adam Travers, Henri étendit la procédure à l'ensemble du clergé. Henri réclama 100 000 livres à la Convocation du clergé anglais de Canterbury pour leur pardon, ce qui fut accepté le 24 janvier 1531. Le clergé désirait que le règlement s'étalât sur cinq années, ce que Henri refusa. La Convocation répondit en revenant sur son acceptation et en demandant tout d'abord à Henri certaines garanties, avant de lui donner l'argent. Celui-ci refusa ces conditions, mais accepta cependant la période de cinq ans pour le paiement, tout en ajoutant cinq articles, qu'il voulait que la Convocation acceptât, soit :
- Que le clergé reconnaisse Henri comme le « seul protecteur et chef suprême de l'Église et du clergé d'Angleterre »[22]
- Que le roi possède une compétence spirituelle
- Que les privilèges de l'Église ne soient respectés que s'ils ne portent pas atteinte aux prérogatives royales et aux lois du royaume
- Que le roi pardonne au clergé la violation de la loi de præmunire
- Que les laïcs soient aussi pardonnés.

Au Parlement, l'archevêque John Fisher était le champion de Catherine et du clergé. Il avait inséré dans le premier article la phrase « autant que la Parole de Dieu le permette ». Pourtant, pendant la Convocation, l'archevêque William Warham demanda une discussion, mais il ne rencontra qu'un silence de mort. Alors Warham dit : « Qui ne dit mot consent », ce à quoi un membre du clergé présent répondit : « Alors nous sommes tous silencieux ». La Convocation accepta ainsi les cinq articles du roi et le paiement le 8 mars 1531. Cette même année, le Parlement vota l'« Acte de pardon ».
La rupture avec l'autorité de Rome s'effectua petit à petit. En 1532, Cromwell présenta au Parlement une pétition intitulée « Supplication contre l'Ordinaire de la messe (en) », qui dressait la liste de neuf griefs contre l'Église, incluant des abus de pouvoir et le pouvoir législatif indépendant de la Convocation. Finalement, le 10 mai 1532, le roi demanda à la Convocation que l'Église renonçât à tout pouvoir de faire des lois, et, le 15 mai, la « Soumission du clergé (en) » fut signée. Elle reconnaissait la suprématie du roi sur l'Église, de telle sorte qu'elle ne pouvait plus faire de loi canonique sans licence royale, c'est-à-dire sans la permission du roi. Ceci annihilait l'Église en tant que corps législateur. Cette soumission fut votée par le Parlement en 1534, puis, de nouveau, en 1536. Le lendemain, More démissionna de son poste de chancelier, laissant Cromwell ministre principal d'Henri. Cromwell ne devint jamais chancelier ; il tenait son pouvoir de ses relations informelles avec Henri. Il le perdit de la même façon.
Une série d'actes du Parlement suivit. L'acte concernant la « Retenue conditionnelle des annates (en) », qui proposait que le clergé ne payât à Rome pas plus de 5 % de sa première année de revenu, se montra tout d'abord sujet à controverses, et il fallut trois fois la présence d'Henri à la Chambre des lords et l'intimidation de la Chambre des communes pour qu'il soit voté. Le « Statut de restriction des appels (en) », qui fut rédigé par Cromwell, sauf ce qui concernait les interdictions des appels à Rome pour des questions ecclésiastiques, déclarait que
«  ce royaume d'Angleterre est un empire, qui a été accepté ainsi par le monde, et est gouverné par un chef suprême, le roi, ayant le titre et le rang royal de la Couronne impériale de ce pays, à qui un corps politique, ensemble de personnes de toutes sortes et de tous rangs divisé en sessions et aux noms de la spiritualité et de la temporalité, se doit de montrer, après Dieu, une naturelle et humble obéissance »

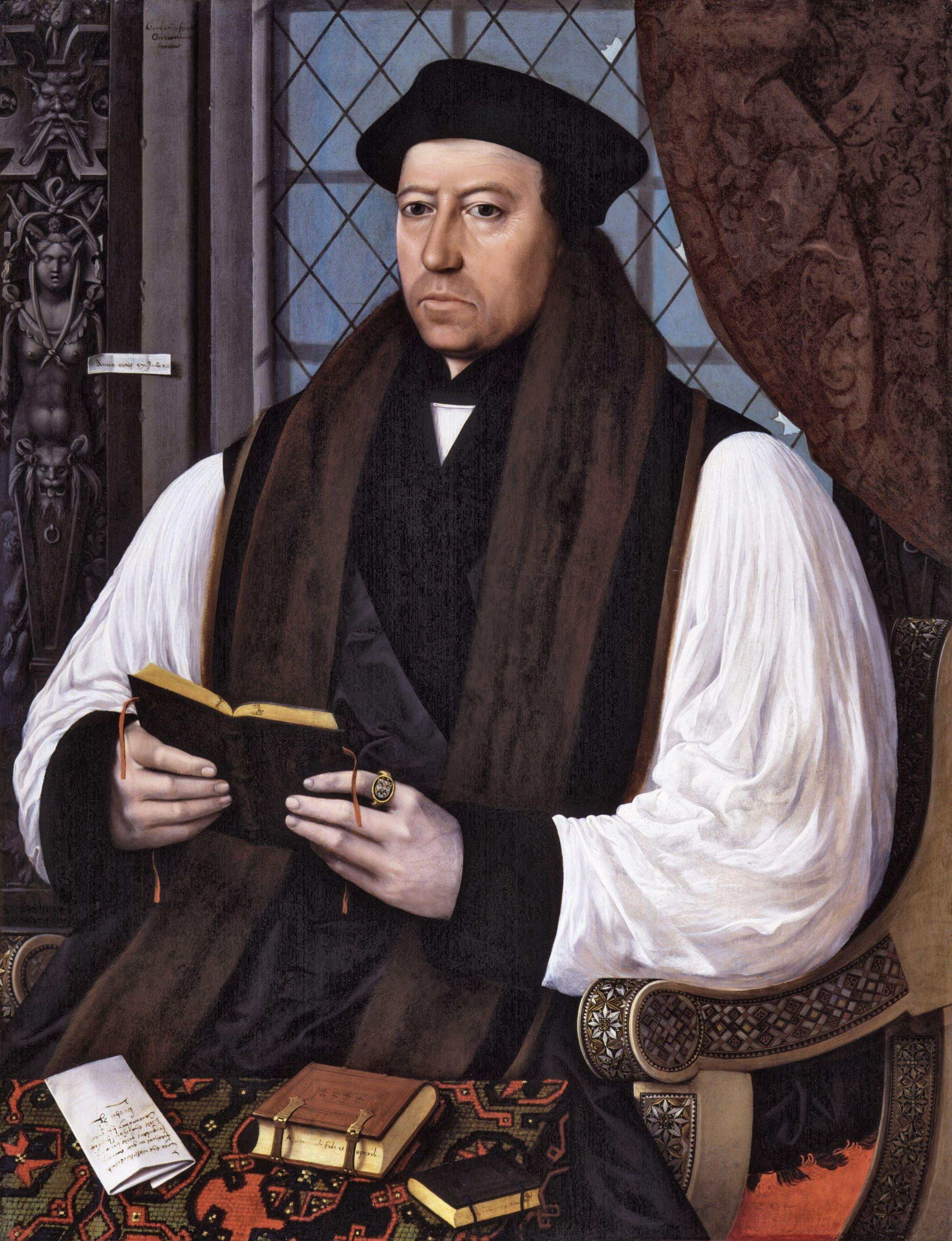
Thomas Cranmer (1489–1556), archevêque de Cantorbéry sous Henri VIII, rédacteur et un des auteurs des premier et second livres de la prière commune.

affirmant ainsi que l'Angleterre était un pays indépendant à tous les égards. Geoffrey Elton a appelé cet acte un « ingrédient essentiel à la révolution des Tudor », en ceci qu'il exposait une théorie de souveraineté nationale. L'acte de « Retenue totale des annates » interdisait le paiement de toutes les annates à Rome, et prévenait également que si les cathédrales refusaient la nomination des évêques par le roi, elles risquaient d'être châtiées pour præmunire. Finalement en 1534, l'« acte de suprématie » fit d'Henri le « chef suprême sur Terre de l'Église d'Angleterre », ignorant tout usage, coutume, loi, autorité ou prescription étrangères.
Pendant ce temps, après être allés en France pour une lune de miel prénuptiale, Henri et Anne se marièrent à l'abbaye de Westminster en janvier 1533. Cela fut rendu plus facile par la mort de l'archevêque Warham, un farouche opposant à l'annulation, qu'Henri remplaça par Thomas Cranmer comme archevêque de Cantorbéry. Cranmer était prêt à accepter l'annulation du mariage avec Catherine, comme Henri le voulait. Anne donna naissance à une fille, la princesse Élisabeth, trois mois après le mariage. Le pape réagit au mariage en excommuniant à la fois Henri et Cranmer de l'Église catholique romaine.
En conséquence, la même année, l'acte des « Premiers fruits et des dixièmes (en) » transféra les taxes sur les revenus ecclésiastiques du pape vers la Couronne. L'acte concernant le « Peter's Pence (en) et dispenses » proscrivait le paiement annuel par les propriétaires du penny au pape. Cet acte répétait aussi que l'Angleterre « n'avait d'autre supérieur en dehors de Dieu que Sa Grâce » et que la « couronne impériale » d'Henri avait été rabaissée par « les usurpations et les exactions injustes et peu charitables » du pape.
Pour parer une éventuelle opposition à l'un de ces points, le Parlement vota en 1534 l'« acte de Trahison (en) », qui considérait comme une haute trahison, passible de la peine de mort, le fait de dénier la « suprématie royale ». Finalement, en 1536, le Parlement vota l'« acte contre l'autorité du pape (en) », qui supprimait la dernière partie encore légale de l'autorité papale, son pouvoir en Angleterre de décider dans les débats concernant les Écritures.

## Radicalisme théologique
La rupture avec Rome n'était pas en soi la Réforme, qui vint de la diffusion des idées nouvelles. Les opinions de Martin Luther, le réformateur allemand, et de son école étaient largement connues et débattues en Angleterre, et le radicalisme théologique avait toujours été présent. Sa principale manifestation en Angleterre fut les Lollards, un mouvement inspiré par les écrits de John Wyclif, le traducteur de la Bible du XIVe siècle, qui avait insisté sur la prééminence des Écritures. Mais, après l'exécution de Sir John Oldcastle, chef de la rébellion des Lollards de 1415, ceux-ci n'eurent plus jamais accès aux commandes du pouvoir, et au XVe siècle ils se trouvèrent considérablement réduits en nombre et en influence. Il subsistait néanmoins encore de nombreux Lollards, en particulier à Londres et dans la vallée de la Tamise, dans les comtés d'Essex et du Kent, à Coventry et à Bristol, et même dans le nord. Ils purent être réceptifs aux idées nouvelles, quand elles leur parvinrent, eux-mêmes cherchant à réformer le mode de vie du clergé, tenant la Parole de Dieu comme le sacrement essentiel, et l'Eucharistie comme une simple commémoration. Mais ils ne prirent pas part aux actions du gouvernement. D'autres idées, critiques à l'égard de la suprématie papale, étaient encore tenues non seulement par les Lollards, mais aussi par ceux qui souhaitaient imposer la suprématie du pouvoir séculier sur l'Église, et par des conciliaristes comme Thomas More et, à l'origine, par Cranmer. D'autres réformistes catholiques, comme John Colet, doyen de Saint-Paul, prévint que les hérétiques n'étaient pas aussi dangereux pour la foi que la vie immorale et indolente du clergé.
L'impact des opinions de Luther fut d'un autre ordre. La pièce maîtresse de sa pensée, « la justification par le seul moyen de la foi » et non par les bonnes œuvres, menaçait les bases mêmes du système pénitentiel catholique avec ses messes et ses prières payées pour les morts, ainsi que sa doctrine du purgatoire. Pour lui, aucun acte pieux, aucune prière, aucune messe ne peut garantir la grâce de Dieu, seule la foi en est capable. De plus, l'imprimerie, qui s'était répandue à la fin du siècle précédent, permettait la production en quantité de bibles en langage courant. Une autre traduction en anglais, faite par William Tyndale, fut interdite, mais il fut impossible d'empêcher que des copies fussent introduites clandestinement et abondamment lues. L'Église ne pouvait plus imposer de manière efficace sa propre interprétation. Un groupe à Cambridge, qui se réunissait à la taverne du « Cheval blanc » à partir du milieu des années 1520, et qui fut connu sous le nom de « petite Allemagne » commença à gagner de l'influence : ses membres comprenaient Robert Barnes (en), Hugh Latimer, John Frith (en) et Thomas Bilney, qui allaient tous être brûlés comme hérétiques, mais pas Thomas Cranmer, qui était alors un étudiant prudent et critique des idées de Luther. Cranmer changea d'opinion, en partie parce qu'il appartenait à l'équipe négociant l'annulation du mariage, et surtout à la suite de son séjour à Nuremberg en 1532 chez Osiander, dont il épousa secrètement la nièce. Même alors la situation se compliquait par le fait que les luthériens n'étaient pas en faveur de l'annulation. Cranmer se sentit obligé de rechercher de l'aide à Strasbourg et à Bâle, ce qui le mit en contact avec les idées les plus radicales, celles d'Ulrich Zwingli.
Le programme de Cranmer, facilité par l'influence d'Anne Boleyn sur les nominations épiscopales, n'était pas seulement dirigé contre le clergé et l'autorité de Rome. Il persuada Henri que, pour se prémunir contre les alliances politiques que Rome pouvait essayer de nouer, il fallait entamer des négociations avec les princes luthériens allemands. Il y avait aussi la possibilité que l'empereur Charles Quint réagît pour venger le rejet de sa tante, la reine Catherine, en appuyant l'excommunication. Tout cela n'aboutit à rien, si ce ne fut à introduire en Angleterre des idées luthériennes : seulement trois sacrements, le baptême, l'eucharistie et la pénitence, choses qu'Henri était prêt à approuver, pour se réserver la possibilité d'une alliance. Plus visibles et, pour beaucoup, plus désagréables, furent les Injonctions, tout d'abord en 1536, puis en 1538. Le programme commença par la suppression de plusieurs jours de fête, « des occasions de vice et de paresse », qui, particulièrement aux moments des moissons, eut un effet immédiat sur la vie des villages. Les offrandes aux images furent découragées, ainsi que les pèlerinages. Ces Injonctions furent faites au moment de la dissolution des monastères. En quelques endroits, des statues ou des portraits furent brûlés sous le prétexte qu'ils étaient l'objet de dévotion superstitieuse, les cierges allumés devant les images furent interdits, des Bibles en anglais et en latin devaient être achetées. Ainsi la Réforme commença à affecter villes et villages en Angleterre, et, en de nombreux endroits, cela ne plut pas.

### Dissolution des monastères
En 1534, Cromwell débuta une inspection des monastères soi-disant pour examiner leurs états, mais en réalité pour évaluer leurs patrimoines en vue d'expropriations. Supprimer des monastères afin de récolter des fonds n'était pas chose nouvelle. Cromwell l'avait déjà fait des années auparavant sur les instructions du cardinal Wolsey, afin de lever des fonds pour deux collèges prévus à Ipswich et à Oxford. Cette fois l'inspection avait été accordée pour dresser l'inventaire de ce que les monastères possédaient, et les commissaires inspecteurs prétendirent avoir découvert des immoralités sexuelles et des impropriétés financières parmi les moines et les religieuses, ce qui fut la raison invoquée pour justifier leur suppression. L'Église possédait entre le cinquième et le tiers des terres de toute l'Angleterre. Cromwell réalisa qu'il pouvait lier la petite et la grande noblesse à la « suprématie royale », en leur vendant l'énorme quantité de terres ecclésiastiques, car, par la suite, tout retour à l'état « pré-suprématie royale » bouleverserait les puissants du royaume. Pour ces diverses raisons, la dissolution des monastères (en) commença en 1536 par les plus petites propriétés, qui rapportaient moins de 200 livres par an. Henri utilisa ces revenus pour aider à la construction de défenses côtières en cas d'invasion, et toutes les terres furent remises à la Couronne ou vendues à l'aristocratie. Alors que la suprématie royale avait suscité peu de réactions, la saisie des abbayes et des prieurés affecta la population laïque. Des foules attaquèrent ceux qui étaient envoyés pour démolir les bâtiments monastiques, et des commissaires chargés de l'opération furent agressés par les populations locales dans nombre d'endroits. Dans le nord de l'Angleterre, à la fin de 1536 et au début de 1537, il y eut une série de soulèvements des catholiques contre les dissolutions. À l'automne 1536, à Horncastle dans le Lincolnshire, il y eut un grand rassemblement, estimé à plus de 40 000 personnes, qui fut dispersé avec difficulté par une gentry nerveuse, après avoir tenté, sans succès, de négocier par pétition avec le roi. Le pèlerinage de Grâce fut une affaire autrement sérieuse. La révolte s'étendit à tout le Yorkshire et les rebelles se rassemblèrent à York. Robert Aske, leur chef, négocia le rétablissement de seize des trente-six monastères du nord, qui avaient déjà été dissous. Mais les promesses que leur avait faites le duc de Norfolk furent ignorées par ordre du roi. Norfolk reçut l'ordre de réprimer la rébellion. Quarante-sept rebelles du Lincolnshire et cent trente-deux du pèlerinage du nord furent exécutés. D'autres révoltes suivirent, en Cornouailles au début de 1537, et à Walsingham dans le comté de Norfolk. Elles reçurent le même traitement.
Il fallut quatre années à Cromwell pour achever le processus. En 1539, il engagea la dissolution des plus grands monastères, qui y avaient échappé jusque-là. Beaucoup d'établissements s'y résignèrent, pendant que d'autres tentèrent d'y échapper en payant. Quand leurs maisons furent fermées, certains moines cherchèrent à être mutés dans de plus grands établissements. Ceux qui furent convaincus de quitter leurs ordres devinrent des prêtres séculiers. Un petit nombre, dont dix-huit chartreux, s'y opposa. Ils furent tués jusqu'au dernier.

## Renversement de la Réforme
L'abolition de l'autorité papale ne fit pas place à l'ordre, mais au contraire à la dissension et à la violence. Chaque jour, on rapporta à Cromwell des actes irréfléchis d'iconoclasme, des destructions gratuites, des disputes intercommunautaires dégénérant en violences, des contestations radicales de toutes les formes de foi, qu'il essaya de cacher au roi. Une fois qu'Henri apprit ce qui se passait, il réagit. Ainsi, à la fin de 1538, entre autres choses, une proclamation fut faite, interdisant les discussions libres au sujet du Saint Sacrement et interdisant le mariage des prêtres sous peine de mort. Henri présida personnellement en novembre 1538 le procès de John Lambert, qui avait dénié la présence réelle. À la même période, il participa à la rédaction de la proclamation donnant dix jours aux anabaptistes et aux sacramentaires pour quitter le pays. En 1539, le Parlement vota les Six Articles, réaffirmant les pratiques catholiques, telles que la transsubstantiation, le célibat des prêtres, et l'importance de la confession à un prêtre, et prescrivant des sanctions pour quiconque dénierait cela. Cette année-là, Henri observa le Triduum pascal avec une certaine ostentation. Le 28 juin 1540, Cromwell, qui était depuis longtemps le conseiller et un loyal serviteur du roi, fut exécuté. Différentes raisons furent avancées pour expliquer cette exécution : Cromwell n'aurait pas fait appliquer l'acte des Six Articles, qu'il avait soutenu Barnes, Latimer et d'autres hérétiques, ou qu'il avait été le responsable du mariage d'Henri avec Anne de Clèves, sa quatrième femme. Beaucoup d'autres furent également arrêtés, et on dit que Cranmer fit alors profil bas.
La même année, Henri commença son attaque contre la libre disponibilité de la Bible. Auparavant, en 1536, Cromwell avait chargé chaque paroisse d'acquérir « un exemplaire de la plus grande taille de la Bible complète en anglais » pour Pâques 1539. Cette instruction avait été largement ignorée. Aussi une nouvelle version, la « Grande Bible », basée principalement sur la traduction en anglais de William Tyndale à partir des sources hébraïques et grecques, fut autorisée en août 1537. Mais, en 1539, Henri manifesta son désir de la voir « corriger », tâche que Cranmer confia aux universités. En tout cas, beaucoup de paroisses étaient réticentes à mettre à disposition des Bibles en anglais. La tendance alors était au conservatisme, et elle s'exprimait par la crainte que la lecture de la Bible ne conduisît à l'hérésie, et par le retrait des Bibles déjà mises en place. Par l'acte pour l'avancée de la vraie religion de 1543, Henri limita la lecture de la Bible aux hommes et aux femmes de noble extraction. Il exprima ses craintes au Parlement en 1545 que « la parole de Dieu ne soit débattue, rimée, chantée, scandée dans chaque estaminet et taverne, contrairement à ses véritables sens et doctrine ». On a dit néanmoins qu'il n'y eut pas de peuple européen plus profondément influencé par les Écritures en langue vernaculaire que le peuple anglais.
Pour 1546, les traditionalistes, le duc de Norfolk, Wriothesly, Gardiner et Tunstall, avaient les faveurs du roi, et étaient destinés, selon le testament de ce dernier, à devenir membres du Conseil de Régence à sa mort. Mais, avant qu'Henri ne mourût en 1547, Edward Seymour, comte de Hertford, frère de Jeanne Seymour, troisième femme d'Henri, et, de ce fait, oncle du futur Édouard VI, réussit, grâce à un certain nombre d'alliances conclues avec des protestants influents, comme Lisle, à prendre le contrôle du Conseil privé. Il parvint ainsi à persuader Henri de modifier son testament, en nommant comme exécuteurs testamentaires ses propres partisans.

## Réforme d'Édouard

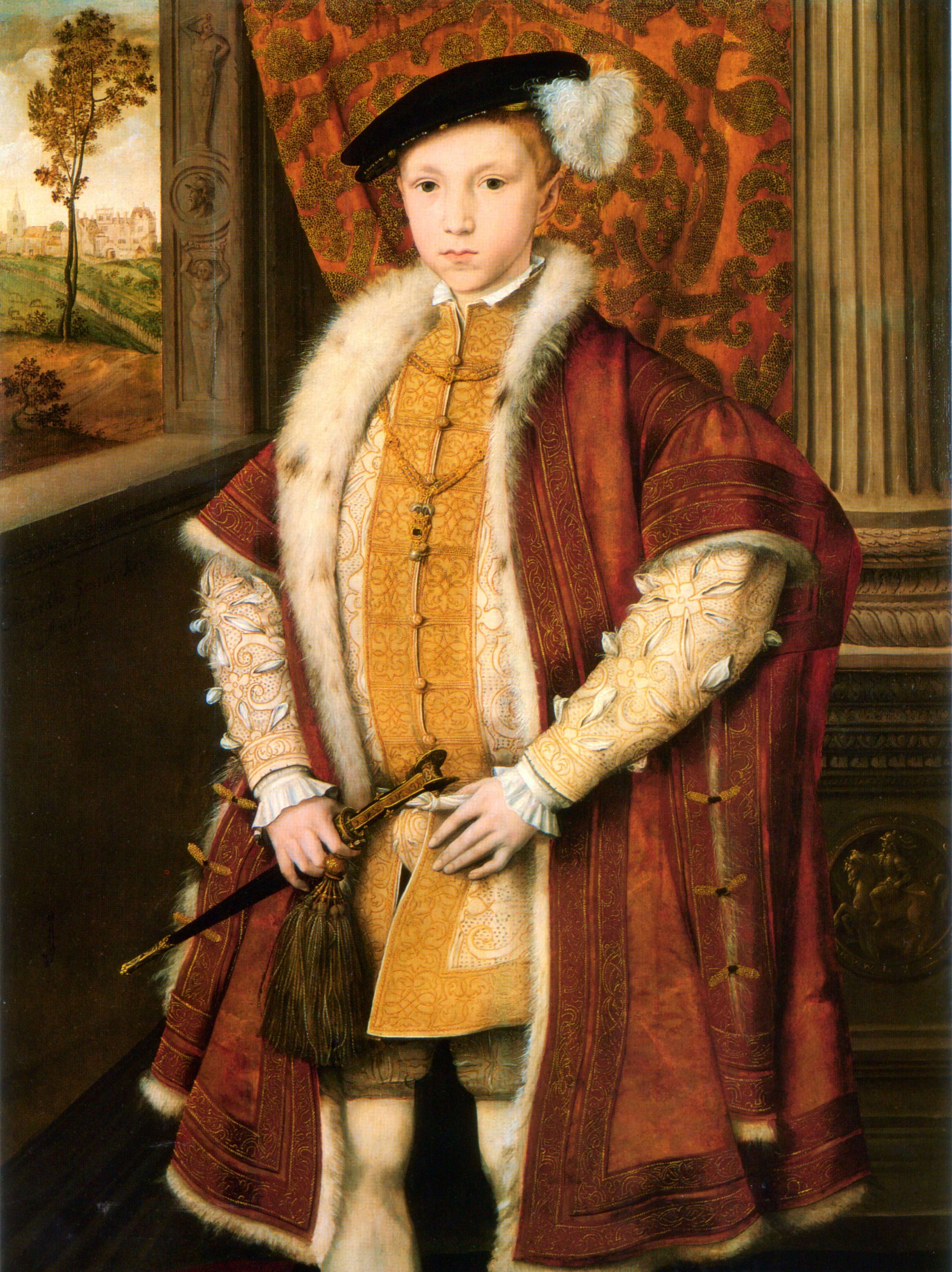
Le roi Édouard VI d'Angleterre, pendant le règne duquel la réforme de l'Église anglicane s'orienta davantage vers le protestantisme.

À la mort d'Henri en 1547, son fils de neuf ans, Édouard VI, hérita du trône. Édouard lui-même était un enfant précoce, qui avait été élevé dans la foi protestante, mais qui était insignifiant politiquement. Seymour fut fait lord-protecteur, nommé quasiment régent avec presque tous les pouvoirs d'un souverain. Fait alors duc de Somerset, il procéda tout d'abord avec hésitation, en partie parce que ses pouvoirs n'étaient pas incontestés. Il agissait quand il en voyait l'avantage politique. Les Injonctions de 1547 contre les images étaient une version plus rigoureuse que celles de 1538. Elles furent pourtant plus implacablement appliquées, tout d'abord de manière informelle, puis sur ordre. Toutes les images dans les églises durent être démantelées : vitraux, reliquaires, statues furent endommagés ou détruits. Les crucifix, ainsi que souvent les jubés, leurs galeries et leurs chancels, furent abattus, les cloches descendues. Les vêtements sacerdotaux devenus interdits furent ou brûlés ou vendus. Les plateaux de quête furent fondus ou vendus, et l'exigence du célibat du clergé fut levée. Les processions furent interdites, les cendres et les palmes furent proscrites. Les chanteries, moyen grâce auquel les messes dites pour les morts étaient payées, furent totalement abolies. La façon dont tout cela fut accueilli est débattue : A.G. Dickens (en) soutient que le peuple avait « cessé de croire aux vertus d'intercession des messes dites pour les âmes du purgatoire » ; d'autres, comme Eamon Duffy, affirment que la démolition des chapelles de chantres et le retrait des images coïncidèrent avec l'activité des visiteurs royaux. La preuve est souvent ambiguë. En 1549, Cranmer introduisit un Livre de la prière commune en anglais. En 1550, les autels en pierre furent remplacés par des tables de communion en bois, une fracture très visible avec le passé, car cela changeait l'apparence et le point central de l'église.
Moins visible, mais quand même important, était le livre des offices, qui était fourni aux pasteurs protestants, mais pas aux prêtres catholiques, et qui, de l'avis général, était une adaptation conservatrice de l'ébauche de Bucer. Sa préface mentionne explicitement la succession historique, mais elle a été décrite comme « un cas supplémentaire d'adoption opportuniste par Cranmer de formes médiévales pour des usages nouveaux ». En 1551, l'épiscopat fut remodelé par la nomination de protestants. Ceci enlevait l'obstacle au changement, que représentait le refus de quelques évêques de faire appliquer les règlements.
Désormais, la Réforme pouvait avancer rapidement. En 1552, le livre de prières, que l'évêque traditionaliste Étienne Gardiner avait défini depuis sa cellule de prison comme « souffrant d'une interprétation catholique », fut remplacé par un second livre bien plus radical, qui modifiait la forme de l'office, afin d'ôter tout sens de sacrifice. Le Parlement d'Édouard abrogea aussi les « Six Articles » de son père.
La mise en œuvre de la nouvelle liturgie ne se fit pas toujours sans lutte. Le conformisme était à l'ordre du jour, mais en Est-Anglie et dans le Devon, il y eut des rébellions ainsi qu'en Cornouailles, où beaucoup de paroisses envoyèrent leurs hommes jeunes. Ils furent brutalement réprimés. En d'autres endroits, les causes de la révolte furent moins faciles à déterminer, mais pour juillet, il y avait dans tout le sud de l'Angleterre un « calme frémissant », qui éclata en de nombreux endroits en « agitations », la pire d'entre elles étant la révolte de Kett à Norwich le 8 juillet 1549. Mais en dehors de ces zones de résistance, dans quelques endroits, les prêtres des chanteries continuaient à dire des prières, et des propriétaires fonciers continuèrent à les payer pour cela. L'opposition à l'enlèvement des images était si largement répandue que, durant le Commonwealth, William Dowsing (en) (1596-1679) fut chargé de briser les images dans le Suffolk, une tâche selon lui énorme. Dans le Kent et le sud-est, la mise en conformité fut le plus souvent volontaire, et pour beaucoup, la vente de vêtements sacerdotaux et de plateaux fut une occasion de gagner de l'argent. Mais il est vrai qu'à Londres et dans le Kent, les idées de la Réforme s'étaient infiltrées plus profondément dans la pensée populaire. La résistance eut pour effet de faire vaciller le lord protecteur Somerset, de telle sorte qu'en 1549 certains craignirent que la réforme ne cessât. Le livre des prières était le point d'achoppement, mais Lisle, fait alors comte de Warwick, fut nommé lord président du Conseil privé, et, toujours opportuniste (il allait mourir en catholique), il vit la poursuite de la Réforme comme un moyen d'abattre ses rivaux.
En apparence, la destruction ou la vente des images avaient définitivement changé les églises. En fait, beaucoup d'entre elles avaient caché leur paramentique et leur orfèvrerie sacrée, et avaient enterré leurs autels en pierre. Il y eut beaucoup de disputes entre le gouvernement et les paroisses au sujet des biens des églises. Aussi, lorsqu'Édouard mourut en juillet 1553 et que le duc de Northumberland tenta de faire nommer reine la protestante Jeanne Grey, l'impopularité des confiscations donna à Marie la possibilité de se faire proclamer reine, tout d'abord dans le Suffolk, puis à Londres, par acclamation de la foule.

## Restauration catholique

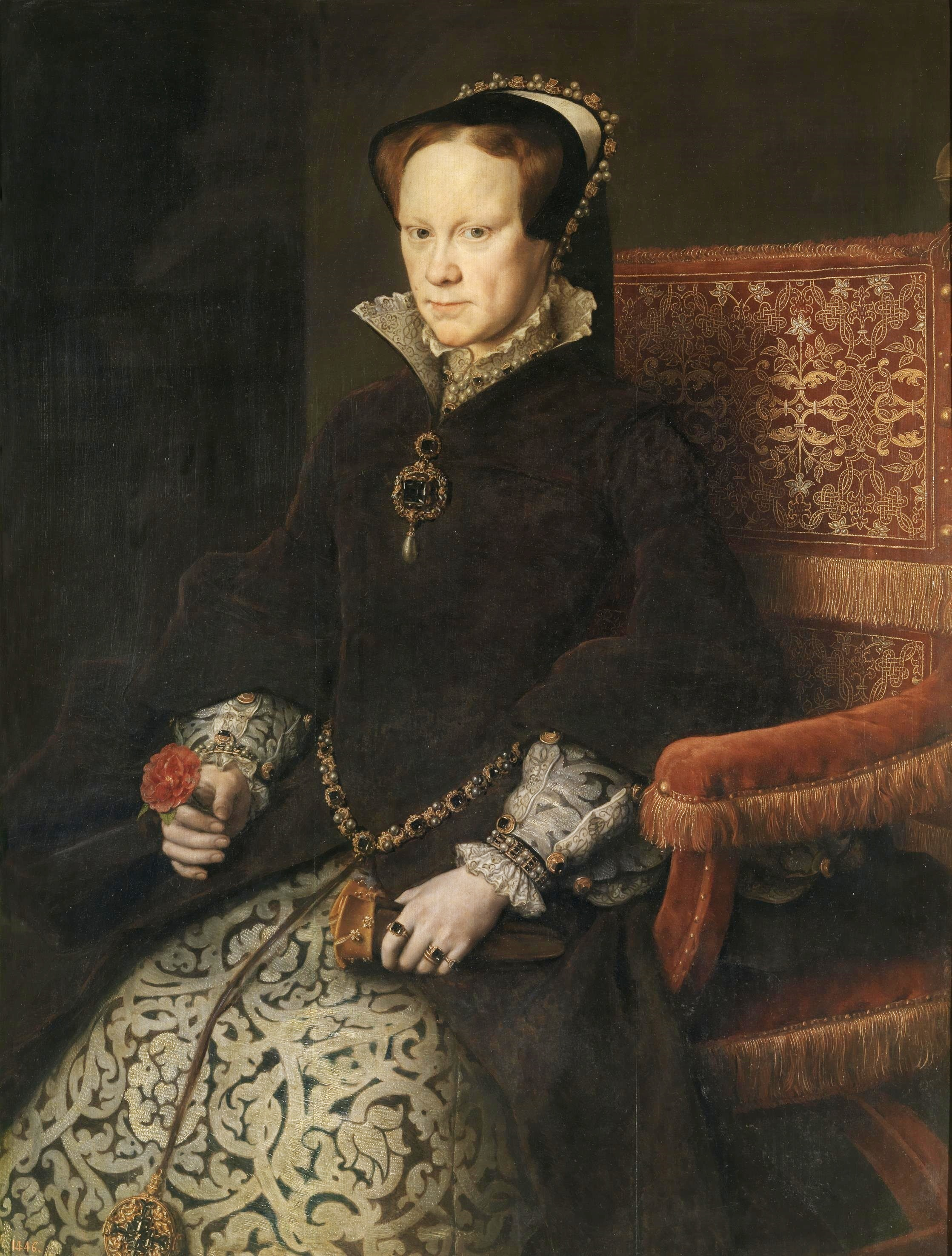
La reine Marie Ire d'Angleterre restaura l'allégeance anglaise à Rome.

À partir de 1553, sous le règne de Marie Ire, fille catholique d'Henri VIII, la législation de la Réforme fut abrogée, et Marie chercha à obtenir la réunion avec Rome. Son premier acte au parlement fut de faire valider rétroactivement le mariage d'Henri et de sa mère, et ainsi de légitimer sa prétention au trône. Atteindre son objectif n'était toutefois pas aisé. Le pape n'était prêt à accepter cette réunion que lorsque les litiges au sujet des biens ecclésiastiques seraient réglés, ce qui, en pratique, signifiait autoriser ceux qui avaient acheté ces biens à les conserver. « Ce n'est que lorsque les propriétaires fonciers anglais se virent accorder satisfaction, que le représentant de Jules III arriva en novembre 1554 pour réconcilier le royaume ». Ainsi le cardinal Pole arriva pour devenir archevêque de Cantorbéry à la place de Cranmer. Comme ce dernier était en prison, Marie aurait pu le faire juger pour trahison — il avait soutenu les prétentions de Jeanne Grey —, mais elle avait résolu de le faire juger pour hérésie. L'abjuration de son protestantisme aurait été un beau succès pour Marie. Malheureusement pour elle, alors que Cranmer avait signé son abjuration en prison, il réaffirma à la dernière minute son protestantisme en public, alors qu'il était conduit vers le bûcher, annihilant une victoire de propagande du gouvernement de la reine.
Si Marie voulait réinstaller définitivement le catholicisme en Angleterre, il fallait qu'elle empêchât sa demi-sœur protestante, Élisabeth, d'accéder au trône. Pour cela, il fallait qu'elle-même eût un héritier. Sur les conseils de Charles Quint, elle se maria avec son fils, Philippe II d'Espagne. Il y eut des oppositions à ce mariage, et même une rébellion dans le Kent, conduite par Sir Thomas Wyatt, bien qu'il fût stipulé que Philippe II ne pouvait hériter du trône en l'absence d'héritier, et qu'il ne recevrait aucun domaine et qu'il n'y aurait pas de couronnement. Il n'était là que pour produire un héritier. Mais Marie ne fut jamais enceinte : son apparente grossesse n'était en fait que le début d'un cancer de l'estomac. Comble de malchance, un événement supplémentaire la frappa : le pape Jules III mourut, et son successeur, Paul IV, déclara la guerre à Philippe II, et rappela Pole à Rome pour le juger comme hérétique. Marie refusa de le laisser partir : le soutien qu'elle aurait pu espérer d'un pape reconnaissant s'évanouissait.
À partir de 1555, le ton, à l'origine conciliant, du régime commença à se durcir. Les lois médiévales sur l'hérésie furent remises en vigueur. Il s'ensuivit ce qui fut appelé les « persécutions mariales », au cours desquelles 283 protestants furent brûlés sur le bûcher pour hérésie. La reine gagna le surnom de « Marie la Sanglante », en raison du Livre des martyrs de John Foxe — exilé politique sous le règne de Marie —, où sont décrites en détail les exécutions. Plus tard, la Convocation du clergé anglais allait ordonner que le livre de Foxe fût placé dans toutes les cathédrales du pays. En fait, bien que ceux qui furent exécutés après les révoltes de 1536 et la rébellion de St. David's Down de 1549, ainsi que le nombre inconnu de moines qui moururent pour avoir refusé de se soumettre, n'eussent pas été jugés pour hérésie, leur nombre dépassait largement ces 283. Pourtant, l'héroïsme de certains de ces martyrs fut un exemple pour ceux qui en furent témoins, de sorte qu'en certains endroits, ce furent les bûchers qui montèrent le peuple contre le régime.
Il y eut une lente consolidation du catholicisme pendant les dernières années de Marie. Edmund Bonner, évêque de Londres, qui s'était réconcilié avec le catholicisme, publia un catéchisme et un recueil d'homélies. Les presses furent largement utilisées pour produire des abécédaires et des textes pieux. Les vocations commencèrent à croître après presque une décennie ; les réparations des églises, longtemps négligées, reprirent. Dans les paroisses, « les restaurations et les réparations se poursuivirent, de nouvelles cloches furent achetées, et les bières des églises produisirent de nouveau leurs profits pastoraux ». Des commissaires firent des inspections pour vérifier que les autels étaient restaurés, les crucifix rétablis, les vêtements sacerdotaux et les plateaux achetés. De plus, Pole était déterminé à faire plus qu'à rétablir le passé. Il insistait sur les Écritures, l'enseignement et l'éducation, ainsi que sur l'amélioration des principes moraux du clergé. Il est difficile de déterminer jusqu'à quel point la dévotion catholique, avec ses croyances aux saints et au purgatoire, avait été touchée. Des certitudes, particulièrement celles qui affectaient les porte-monnaie, avaient été ébranlées : les donations aux églises se réduisirent de façon significative. La confiance dans les hommes d'église, qui avaient été prêts à changer d'opinion, et qui maintenant voulaient quitter leurs nouvelles femmes, comme on le leur demandait, allait certainement s'affaiblir. Peu de monastères et de chanteries furent rétablis. Certains ont dit que la religion paroissiale fut marquée par une « stérilité religieuse et culturelle », alors que d'autres observèrent de l'enthousiasme, gâché seulement par de mauvaises récoltes, qui causèrent misère et pauvreté. Ce qu'il fallait, c'était du temps, voilà quelle était l'humeur des protestants, comme Thomas Bentham (en), qui appartenaient à des congrégations clandestines, et qui s'attendaient à une longue route, où il faudrait survivre. La mort de Marie en décembre 1558, sans enfant et sans avoir prévu de catholique pour lui succéder, détruisit cette consolidation.

## Établissement élisabéthain

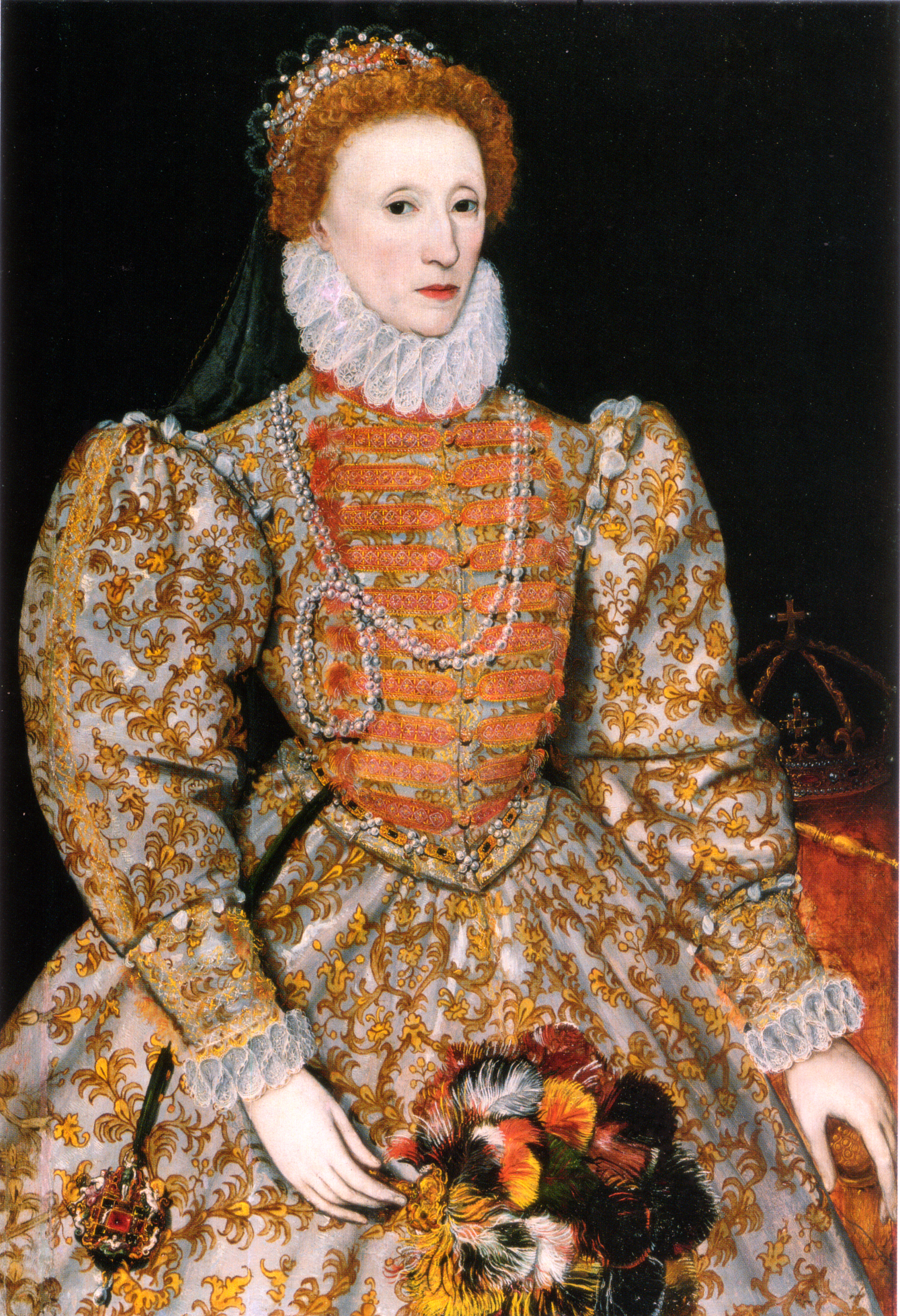
La reine Élisabeth Ire adopta une forme modérée de protestantisme, qui fut sujette à controverse après sa mort.

Quand Marie mourut sans enfant en 1558, sa demi-sœur, Élisabeth Ire hérita du trône. Elle était protestante, mais sans dogmatisme, aussi elle procéda lentement, et avec quelques difficultés, pour rétablir l'héritage de son demi-frère. Ainsi le Parlement vota sans difficulté, en 1559, l'« acte de suprématie », qui validait dix lois que Marie avait révoquées, et qui conféraient à Élisabeth le titre de « gouverneur suprême de l'Église d'Angleterre ». En revanche, l'« acte d'uniformité » de 1558, qui obligeait les gens à assister à l'office dominical dans une église anglicane, utilisant une version légèrement modifiée du Livre de la prière commune, ne fut voté qu'avec trois voix de différence.
Sur la question des images, la réaction initiale d'Élisabeth Ire fut d'autoriser les crucifix et les cierges, et de permettre la restauration des jubés, mais les nouveaux évêques protestants, qu'elle avait nommés, furent horrifiés. En 1560, Edmund Grindal, un des exilés de Marie, devenu depuis évêque de Londres, fut autorisé à faire procéder à la démolition des galeries de jubé de Londres, et, en 1561, la reine elle-même ordonna la démolition de tous les ambons. Par la suite, la détermination d'éviter toute nouvelle restauration fut mise en évidence par le soin apporté à la destruction des crucifix, des vêtements sacerdotaux, des pierres d'autel, des Jugements, des statues et autres ornements. Mais ce qui contribua plus que toute autre chose au succès de l'opération fut tout simplement la durée du règne d'Élisabeth : alors que Marie ne fut capable d'imposer son programme que pendant cinq années, Élisabeth disposa de plus de quarante ans. Ceux qui patientèrent, « attendant des jours meilleurs », qu'une nouvelle restauration fût ordonnée, furent vaincus par le passage des années.
Ce ne fut pas qu'un simple processus de consolidation. D'une part, son règne vit l'émergence du puritanisme. Le puritanisme élisabéthain englobait ces protestants qui, tout en convenant qu'il devait y avoir une Église nationale, estimaient que l'Église n'avait été que partiellement réformée. Le puritanisme allait de l'hostilité au contenu du livre de prières et aux cérémonies papistes jusqu'au désir d'un État ecclésiastique radicalement réformé. Grindal fut fait archevêque de Cantorbéry en 1575, et, dans son désir de favoriser la cause puritaine, il choisit de s'opposer même à la reine. Il lui adressa un reproche de 6 000 mots finissant par ces mots : « Supportez-moi patiemment, je vous en supplie Madame, si je choisis plutôt d'offenser votre majesté terrestre que d'offenser la majesté céleste de Dieu ». Les ennuis qu'il créa le firent mettre en état d'arrestation, et bien qu'il ne fût pas déchu de son titre, sa mort, aveugle et en mauvaise santé, mit un terme aux espoirs de ses partisans. Son successeur, John Whitgift, réfléchit davantage devant la détermination de la reine à discipliner ceux qui n'étaient pas prêts à accepter son établissement. Conformiste, il imposa au clergé un niveau d'obéissance, qui, semble-t-il, alarma même les ministres de la reine, comme lord Burghley. La cause puritaine n'était même pas favorisée par ses partisans. Les tracts du pseudonyme, Martin Marprelate, qui attaquait le clergé conformiste avec un humour diffamatoire, scandalisaient le clergé puritain âgé et ils décidèrent le gouvernement à faire une tentative, restée infructueuse, pour démasquer cet écrivain. Incidemment, il fut difficile aux puritains de résister à la conclusion que, puisque la défaite de l'Invincible Armada en 1588 fut expliqué par Dieu qui « souffla son vent et ils furent dispersés », ce même Dieu, qui n'avait depuis semé aucun désastre, ne devait pas être trop offensé par l'établissement religieux du pays.
D'un autre côté, il y avait toujours un très grand nombre de catholiques, certains se conformant, se pliant avec leur temps, espérant un prochain retour à leur religion. Les vêtements sacerdotaux étaient toujours cachés, les chandeliers en or transmis, les calices conservés. La messe était toujours célébrée dans quelques endroits avec le nouveau service de la communion. C'était bien sûr plus difficile qu'avant. Les changements d'Élisabeth furent plus globaux que ceux de son demi-frère, et tous les évêques, sauf un, perdirent leurs postes, une centaine de membres d'Oxford furent déchus, beaucoup de dignitaires démissionnèrent plutôt que de prêter serment. D'autres, des prêtres comme des laïcs, vécurent une double vie, s'étant apparemment conformés, mais évitant de prêter le serment de conformité. Ce ne fut qu'avec le temps que les réfractaires, ceux qui refusaient d'assister aux services protestants, devinrent plus nombreux. Les jésuites et les prêtres des séminaires, formés à Douai et à Rome pour compenser les pertes de prêtres anglais, encourageaient ces refus. Dans les années 1570, une Église clandestine grandit rapidement, alors que l'Église d'Angleterre devenait plus protestante et moins tolérable pour les catholiques, qui formaient une minorité d'une certaine importance. La révolte des comtes du nord, en 1569, fut la seule tentative sérieuse de restauration de l'ancienne religion. Ce fut une tentative ratée : en dépit de foules tumultueuses qui les accueillirent à Durham, la révolte ne s'étendit pas. L'aide qu'ils attendaient ne vint pas, la communication avec leurs alliés à la cour fut médiocre, et ils restèrent trop loin pour pouvoir libérer Marie Stuart, emprisonnée à Tutbury, dont pourtant la présence aurait pu leur rallier des soutiens. Pour les catholiques, le choix était devenu plus catégorique, après le refus de l'Église catholique d'autoriser l'assistance occasionnelle aux services protestants, et l'excommunication d'Élisabeth par le pape Pie V en 1570. L'arrivée de prêtres des séminaires, bien que nécessité vitale pour certains catholiques, accrut leurs ennuis. Les ministres d'Élisabeth prirent des mesures pour endiguer ce flot : les amendes pour refus d'assister aux services religieux passèrent de 12 pence par service à 20 £ par mois, cinquante fois le salaire d'un artisan. C'était devenu une trahison d'être absous de schisme par Rome et d'être réconcilié avec la religion catholique. Les exécutions de prêtres commencèrent: la première en 1577, quatre en 1581, onze en 1582, deux en 1583, six en 1584, soit au total 53 pour 1590, et soixante-dix de plus entre 1601 et 1680. Cela constituait une trahison pour un prêtre catholique ordonné à l'étranger d'entrer dans le pays. Le choix résidait entre trahison et damnation.
Il y a toujours, bien sûr, une certaine différence entre législation et application de la loi. Les attaques gouvernementales contre les réfractaires concernaient surtout la gentry. Peu d'entre eux furent vraiment condamnés à des amendes, ou alors à des taux réduits. La persécution aidant, des prêtres vinrent à reconnaître qu'ils ne devaient pas refuser la communion à des conformistes occasionnels. Les persécutions ne firent pas s'éteindre la foi, mais elles la vérifièrent cruellement. Un très grand nombre de catholiques en Est-Anglie et dans le nord se fondit dans le reste de la population dans les années 1560, en partie parce que les prêtres réfractaires ne servirent que les grandes maisons catholiques, seules capables de les cacher. Sans les messes et l'attention pastorale, les petites gens, les artisans et les paysans, se tournèrent vers le conformisme. Le catholicisme, soutenu par des prêtres étrangers, vint à être considéré comme non anglais.

## Héritage
Au moment de la mort d'Élisabeth, il émergea un troisième parti « tout à fait hostile » aux puritains sans être adepte de Rome. Il préférait le Livre de la prière commune révisé de 1559, d'où avaient été retirés quelques points choquants pour les catholiques. Les réfractaires avaient quitté le centre de la scène. Une dispute nouvelle s'était engagée entre les puritains, qui souhaitaient voir la fin du livre de prières et de l'épiscopalisme, et un troisième parti, une part considérable de la population, qui regardait favorablement l'établissement élisabéthain, qui rejetait les prophéties, qui préférait une hiérarchie épiscopale, et dont la spiritualité avait été nourrie par le livre de prières. Après la mort d'Élisabeth en 1603, ce fut entre ces deux groupes qu'un nouvel épisode plus violent de la Réforme allait naître. Durant les règnes des Stuart, Jacques Ier d'Angleterre et Charles Ier, les lignes de bataille allaient se préciser, conduisant finalement à la guerre civile anglaise, le premier conflit sur le sol anglais à s'étendre à la population civile. La guerre ne fut qu'en partie religieuse, mais l'abolition du livre de prières et de l'épiscopalisme par un Parlement puritain fut une des causes du conflit. Comme Diarmaid MacCulloch l'avait noté, le legs de ces événements tumultueux peut être retrouvé tout au long du Commonwealth de l'Angleterre (1649-1660), de la Restauration Stuart qui suivit, et au-delà. Le troisième parti allait devenir le cœur de l'Église d'Angleterre restaurée, mais au prix d'une division supplémentaire. À la Restauration, en 1660, les anglicans, comme ils allaient être nommés, n'allaient occuper qu'une partie de la scène, qui accueillit aussi divers genres de non-conformistes, au nombre desquels les catholiques romains allaient être rangés.

### Sources
- Bernard Cottret, Histoire de la Réforme Protestante, Paris, Tempus, 2010.
- Jean Delumeau, Thierry Wanegffelen et Bernard Cottret, Naissance et affirmation de la Réforme, PUF, rééd. 2012 (1re éd. 1973).
- (en) A. G. Dickens, The English Reformation (Londres) (2e éd. 1989).
- (en) Eamon Duffy, The Stripping of the Altars (Yale, 1992).
- (en) Eamon Duffy, Voices from Morebath (Yale, 2001).
- (en) G. R. Elton, England Under the Tudors: Third Edition (Routledge, 1991).
- (en) G. R. Elton, The Tudor Constitution: Second Edition (Cambridge University Press, 1982).
- (en) Christopher Haigh, English Reformations (Oxford, 1993).
- (en) Stanford Lehmberg, The Reformation Parliament, 1529 - 1536 (Cambridge University Press, 1970).
- (en) Roderick Phillips, Untying the Knot: A Short History of Divorce (Cambridge University Press, 1991).
- (en) Roger Scruton, A Dictionary of Political Thought (Macmillan, 1996).
- (en) Ed. Patrick Collinson et John Craig, The Reformation in English Towns 1500-1640 (McMillan, 1998).
- (en) Susan Brigden, New Worlds, Lost Worlds (Allen Lane, 2000).
- (en) Diarmaid MacCulloch, Reformation: Europe's House Divided 1490 - 1700 (Allen Lane, 2003).
- (en) Diarmaid McCulloch, Thomas Cranmer (Yale, 1996).
- (en) Judith Maltby, Prayer book and People in Elizabethan and Early Stuart England (Cambridge, 1998).